# Oxyopes lineatus
Oxyopes lineatus es una especie de araña del género Oxyopes, familia Oxyopidae. Fue descrita científicamente por Latreille en 1806.

## Descripción
El color del cuerpo de Oxyopes lineatus es de amarillento a marrón claro con un patrón de marcas blancas. Como la mayoría de las arañas, la especie es sexualmente dimórfica, siendo los machos claramente más pequeños que las hembras. La longitud del cuerpo del macho adulto es de aproximadamente 4 a 5 mm, mientras que la de la hembra es de 6 a 8 mm. Tienen ocho ojos en total, un par de dos ojos grandes al frente y debajo de ellos un par más pequeño. Un par de ojos de tamaño mediano están en lo alto del costado de la cabeza y otro par de ojos grandes miran hacia arriba y hacia atrás. Esta combinación de ojos les da a estas arañas una vista de casi 360°. Como en Oxyopidae en general, posee largas espinas en sus patas en una disposición similar a una canasta que ayuda a confinar a la presa durante la captura.

## Distribución y hábitat
Es principalmente una araña europea y ha sido reportada en Europa (Portugal, España, Francia, Italia, Eslovenia, Bélgica, Checoslovaquia, Suiza, Rumania, Ucrania y el sur de Rusia), Turquía, el Cercano Oriente, el Cáucaso y Asia Central.
Se encuentran con mayor frecuencia en plantas pequeñas cerca del suelo, particularmente en arbustos y pastos.